# 王纯 (1963年)
王纯（1963年8月—），男，汉族，山西陵川人，中华人民共和国政治人物，曾任山西省人民政府秘书长、党组成员、办公厅党组书记，现任山西省人大常委会副主任，山西省总工会主席。